# Кід vs. Кет
Kid vs Kat («Кід ві-ес Кет» або «Кід версус Кет» — укр. «Дитина проти Кота») — канадський популярний мультсеріал, створений компанією «Studio B Productions», «Decode Entertainment» для «Jetix Europe» і «YTV». Мультсеріал присвячений напруженим взаєминам 10-річного хлопчика і кота, який насправді є космічним агентом. Цей мультсеріал був схожий сюжетом на ще один канадський мультсеріал «Моя зла рибка», тільки сюжет змінювався на хлопчика 13 років, у якого з'явилася рибка, яка була розумнішою вчених і хотіла захопити світ.

## Сюжет
Головний герой — 10-річний хлопчик, на ім'я Куп Бартонбергер. Після того, як його молодша сестра приносить додому лисого кота, на ім'я Містер Кет, Куп змушений постійно вести з ним боротьбу, адже він насправді хоче захопити світ, щоб використовувати його як великий «лоток», бо на його планеті проблеми з утилізацією сміття.
Кіт хоче знищити Купа, бо він весь час заважає йому втілити його плани в життя і захопити нашу планету. Куп і його найкращий друг Денніс змушені удвох протистояти Коту, бо всі докази інопланетного походження містера Кета тим чи іншим чином пропадають, а розповідями Купа ніхто не вірить.

## Персонажі

### Основні
- Купер (Куп) Бартонбергер (англ. Coop Burtonburger) — 10-річний[3] хлопчик, знає, що Містер Кет — злий прибулець-кіт, який намагається його вбити. Куп знає, що Кіт хоче захопити землю і поневолити живуть на ній людей, і всіляко намагається протистояти цьому. Часто Містер Кет підставляє Купа, ламаючи речі, крадучи гномів. Має погані оцінки через кота. Найращий друг Купа — Денніс. Часто через кота Куп і його молодша сестра Міллі сваряться. Купу огидна Фібі, яка в нього закохана. Насправді Куп любить троюрідну правнучку місіс Мансон — Фіону.
- Містер Кет (Кіт) (англ. Mr. Kat) — космічний агент, який потрапив на Землю не випадково. Він, як найкращий воїн на своїй планеті, прибув на Землю для того, щоб виправити проблему зі сміттям і їжею на своїй планеті. (Тобто котяче населення збирається переселитися на Землю, бо на їх планеті все завалено сміттям.) Постійно хоче зв'язатися зі своїм рідним світом, проте кожного разу Куп зводить на «ні» його спроби. Через це Містер Кет постійно мстить купу. Ніхто, крім Купа, бабусі й дідуся Купа, Фіони та Денніса не знають про те, що кіт — позаземний агент, хоча і вважають, що він схожий на лисого щура. У кожній серії робить хитромудрий пристрій з підручних матеріалів (кожен раз Куп його ламає). Містер Кет дуже любить свою кохану кішку-прибульця Доктор К. Не любить митися у ванній, але сам по собі дуже охайний. Неймовірно сильний, швидкий, але при цьому дратівливий і запальний, не любить коли йому заважають. Не має вовни. Любить мелодрами, що транслюються на його планеті. По початку терпіти не міг свою господиню Міллі, але з часом, дуже сильно до неї прив'язується.
- Мілдред Міллісент (Міллі) Бартонбергер (англ. Millie Burtonburger) — 8-річна молодша сестра Купа і господиня Кота. Розбещена і дуже шкідлива. Готова захистити свого вихованця у що б то не стало. Вона не знає, то що кіт — прибулець. Завдяки гучності свого крику вона має владу над батьком, який готовий зробити все, щоб вона замовкла. Одночасно, як і Кот, підставляє свого брата. Була в таборі для дівчаток, і тому може дуже швидко встановити намет, не боїться ведмедів. Чомусь весь час конкурує і ворогує з Фібі.
- Денніс Лоренс Чан (англ. Dennis Lawrence Chan) — найкращий друг Купа, азієць. Вірить в теорії змови, вважає багато міські легенди правдою. Мріє, щоб за ним прилетіли прибульці. Різниця в дні народження Купа і Денніса становить один день, і вони завжди хочуть однакові подарунки. На відміну від свого батька, каже без азійського акценту. Страхи Купа і Денніса однакові, вони обидва бояться павуків, темряви, Старої Мансон, яблук в цукрі, перевертнів, двоповерхових автобусів і трубкозубів, але безумовно Куп сміливіше хоча і він долає страх і завжди приходить на допомогу. Не любить картопляне пюре та оленину.
- Енні Люсіан Мансон (англ. Annie Lucia Munson) — старенька, сусідка сім'ї Купа. До кісток зла, шкідлива, противна. Кажуть, що їй 350 років. Все, що потрапляє до неї у двір, вона вважає своїм і зберігає в сараї. Ненавидить все, крім Міллі, свого пса і садових гномів. Складається в клубі садівників (в якому одні старики). Кіт часто краде у неї речі і звинувачує в цьому Купа. Вона не називає Купа, на ім'я, а тільки на прізвище. Актор, виконувач роль Капітана Бластероіда — її племінник, тому вона знає про нього практично все, чого дуже здивувалися Куп і Денніс. Пра-пра-прабабця Фіони Мансон.
- Барт Бартонбергер (англ. Burt Burtonburger) — батько Купа. У нього є «Будинок обміну», в якому він і працює, змінюючи одні речі на інші. Часто робить напої або супи, які ніхто не хоче їсти, крім нього. Він ненавидить сучасні технології і хоче жити в гармонії з природою. Вважає себе «Королем Розіграшів» і «Гуру жартів». Є холостяком по життю бо його дружина кинула його дуже давно.

### Другорядні
- Лоренс (Лорн) і Харлі Бедвінси (англ. Lorne Carnage and Harley Doomsday Baldwin) — два хулігани, що знімають все підряд на відеокамеру, зокрема Купа. Обидва двійнята, і, тому обидва рудоволосі. Тільки ось Лоренс трохи товстий і високий, а Харлі невисокий і худий. Випускають жуйки з наклейками «Божевільного Купа», із зображеннями Купа в різних смішних позах і ситуаціях, люблять називати Купа боягузом через його незрозумілих відносин з Котом, але самі бояться всього. Часто дають купу різні клички, але є його друзями. Друге ім'я Лоренса — Бійня, а друге ім'я Харлі — Жах, що відомо по серії «Невдалий обмін».
- Фіона Мансон (англ. Fiona Munson) — найкраща подруга і кохана Купа. Троюрідна пра-пра-правнучка Енні Мансон. І вона теж знає, що Кот — інопланетянин. Вперше з'явилася у другому сезоні в серії «Куп і Фіона». Вони з Купом люблять один одного, але Місіс Мансон цього не схвалює, але і майже не перешкоджає їхнім стосункам.
- Джессіка Бедвінс (англ. Jessica Baldwin) — з'явилася в серіях «Знову в школу», «Скарб старої Мансон» і «Хом'як повертається». Мама Лоренса і Харлі. Схожа на Лорна тим, що дає клички Барту і Генрі, любить єдинорогів. Її чоловік боїться Бонго-Бонго і ненавидить чудовиськ. У дитинстві була схожа на Лоренса з кіскою.
- Фібі Беюті (англ. Phoebee Beautie) — однокласниця Купа. Закохана в нього, але Куп не відповідає взаємністю і намагається триматися на відстані від неї. У неї карі очі, такі ж волосся і світло-коричнева шкіра. Фібі часто змагається з Міллі, проте є її подругою. У неї є мила кішечка Ханни-Флаффі. Ревнує Купа до Фіони, тому ненавидить її.
- Генрі Чан (англ. Henry Chan) — батько Денніса, азієць. У всьому змагається з Бартом. У нього є дружина. На відміну від Барта, постійно використовує новітні технології.
- Ханни-Флаффі Беюті (англ. Honey Fluff Beautie) — кішечка Фібі. Це біла пухнаста перська кішка з красивими блакитними очима. Часто бере участь в котячих конкурсах краси.
- Ґроулер Мансон (англ. Growler Munson) — пес Місіс Мансон. Ґровлер може виглядати дурним і боягузливим, але він є досить міцним. Весь час гавкає й охороняє стару Мансон. Оптимістичний безпорадний веселий пес, його порода — коричнева такса.
- Чікс (англ. Mr. Chicks) — хом'як, якого принесла Міллі, не знаючи, що Містер Кет і хом'як давні вороги. Також є інопланетянином. З'явився в серіях «Хом'як завойовник», «Хом'як повертається», «Дорожні пригоди» і «Кіт повертається додому частина 2». Куп і Денніс в цих серіях дізналися про те, що хом'як прибулець, але в серій «Хом'як завойовник» не знали навіть про те, що Міллі принесла його. Він, на відміну від Містера Кета, вміє говорити. Також вони з котом мають схожу мету-захопити Землю.
- Кет Коммандер (англ. Kat Kommander) — Імператор Кет Коммандер — правитель котячої планети Кетніп. Він фіолетового кольору. Носить фіолетовий плащ. Дуже злий. З будь-якої дрібниці починає закочувати істерику. А коли йому весело — він танцює. Можливо йому подобається Доктор К. З'являється в серіях «Товстий кіт», «Слабке місце кота», «Скарб старої Мансон», «Куп — дворецький кота», «Будинок з привидами», «Куп — зірка футболу», «Особливо небезпечний» «Капітан Бластероід поспішає на допомогу», «Робот хранитель», «Кіт повертається додому», ненавидить Міллі за те, що вона знайшла слабке місце кота. Може вбити будь-кого, хто не виконав його розпорядження. Любить подушечки з рибою.
- Мері і Гарольд Бартонбергер (англ. Mary and Harold Burtonburger) — батьки Барта Бартонбёргера і дідусь і бабуся для Купа. З'являються тільки в двох серії: «Куп і Кіт проти Різдва», «Кіт і крісло-качалка». Дуже довго добиралися до будинку Бартонбергерів, при цьому об'їхали майже весь світ. Добродушні, люблять всіх родичів. На Різдво дарують купу «Ракету Капітана Бластероіда». У серії «Кіт і крісло-качалка» прилітають до них на повітряній кулі. Знають, що кіт — прибулець. Для свого віку дуже вже екстремальні, веселі жаждлівие до пригод.
- Містер Кіттен (англ. Mr. Kitten) — син Кета — Коммандера. Прилетів на планету Земля в втечу і почав все трощити. Хотів знищити все сімейство Купа, але вони з Кетом об'єдналися і відправили Кіттена додому. Любить рок-н-рол, в серії «Кіт повертається додому» подружився з Лорна і Харлі. Явно недолюблює свого батька.
- Кочітор Бедвінс (англ. Cochitor Baldwin) — півень Лорна і Харлі. Зустрічається в серіях «Ви пошкодуєте» і «Куп — гіпнотизер»
- Сарра Бреніган (англ. Sarah Brenigan) — вчителька Купа. Схожа на Фіону, бо вона її старша сестра. Старше Фіони на 19 років.
- Шелсіс Чан (англ. Shelsis Chan) — дружина Генрі Чана. Відома по серії «Домашній гольф», «Спортивний шторм» і «Грудки вовни атакують». На стіні у Генрі висить її портрет, де вона зображена з качалкою. Судячи з усього, займає в родині чільне місце.
- Дуейн Елвіман і Дізі Сагендікс — друзі Барта, знають його з восьмого дня народження, який був зіпсований відміткою бікіні. Спочатку вони з Бартом думали, що місіс Мансон хоче їх позбавити щасливого дитинства, але помилилися. З'явилися в серії «Додай спеку».
- Герберт Олдман — вчитель Купа по наукових проєктах. Зустрічається в серії «Не залишай мене без статики», «Кошеня з гострими кігтиками», «Ось це ракета», «День розіграшів» і «Знову в школу».
- Джої Малчч — садівник, суддя різних конкурсів про рослини, в тому числі «Гноми та сади».
- Маллі Джонсіс — подруга Міллі в серії «Улюблена мозоль». Пізніше посварилася з Міллі через Містера Кета.
- Тобі Спортіс — тренер учнів Бутсвільской середньої школи. Вона любить те, що діти грають в команді. Згадана в серіях «Бий як Бартонбергер», «Кіт і світ майбутнього 1», «Куп-зірка футболу», «Назад в минуле».
- Агенти бази 102 — секретні агенти. Вони вважали Купа і його сім'ю за прибульців.
- Беатріс Перккінс — тітка Купера і Мілдред. Згадувалася в серії «Алергія» і «Денніс рятує світ» Куп її боїться і ненавидить.
- Доктор К (англ. Dr. K) — кохана Містера Кета. Зуміла вивчити людську мову. В оригіналі говорила з українським акцентом.

### Вигадані
- Могильний жах — ведучий телевізійного шоу, в якому показує фільми жахів. У серії «Гаманець або життя» в Хелловін бере інтерв'ю у дітей і завжди в телевізорі.
- Капітан Бластероід (Блайт) — супергерой, що вміє літати (ймовірно, натяк на Супермена). Іноді можна побачити його по телевізору в будинку Купа. Носить білий плащ. Зразок для наслідування для Купа і Денніса. У нього є ракета. Актор, виконувач роль Капітана Бластероіда — племінник Елізабет Мансон.

| Персонаж          | Англійське озвучення |
| ----------------- | -------------------- |
| Coop Burtonburger | Ерін Метьюз          |
| Burt Burtonburger | Тіроун Джонсон       |
| Tiburon           | Стівен Патерсон      |
| Harley            | Брайан Драммонд      |
| Mr. Burtonburger  | Тревор Дівелл        |
| Henry             | Вінсент Тонг         |
| Dennis            | Кеті Уеслако         |
| Mr. Gerber        | Майкл Дейнджерфілд   |
| Phoebe            | Табіта Сент-Жермен   |
| Fiona Munson      | Чиара Занні          |
| Dr. K             | Поліна Гілліс        |

## Ролі дублювали
| Персонаж                      | Український дубляж |
| ----------------------------- | ------------------ |
| Купер «Куп» Бартонбергер      | Михайло Федюченко  |
| Харлі                         |                    |
| Барт Бартонбергер             | Михайло Тишин      |
| Міллдред «Міллі» Бартонбергер |                    |
| Місіс Мансон                  | Ольга Радчук       |
| Лорн                          |                    |
| Фіона Мансон                  | Стефанія Барчук    |
| Денніс Лоуренс Чан            |                    |
| Фібі Маррт                    |                    |

2 сезон дубльовано студією «Le Doyen». У даній таблиці представлено дубляж головних героїв. Таблиця складена за даними титрів.

## Міжнародний реліз
Kid vs. Kat можна побачити на Disney XD і Disney Channel по всьому світу.
| Країна                                                             | Канал                                             |
| ------------------------------------------------------------------ | ------------------------------------------------- |
| Канада                                                             | YTV                                               |
| США                                                                | Disney XD                                         |
| Україна                                                            | Disney Channel ПлюсПлюс                           |
| Румунія                                                            | Disney Channel                                    |
| Болгарія                                                           | Disney Channel                                    |
| Греція                                                             | Disney XD                                         |
| Росія СНД                                                          | Jetix Russia (2009—2010) Канал Дісней (2010—н.ч.) |
| Квебек                                                             | Vrak.TV                                           |
| Велика Британія                                                    | Disney XD                                         |
| Ірландія                                                           | RTE Two (The Den) Disney XD                       |
| Португалія                                                         | Disney Channel                                    |
| Швеція                                                             | Disney XD                                         |
| Норвегія                                                           | Disney XD                                         |
| Фінляндія                                                          | Disney XD                                         |
| Данія                                                              | Disney XD                                         |
| Саудівська Аравія                                                  | Disney XD                                         |
| Німеччина                                                          | Disney XD (Germany) Super RTL                     |
| Польща                                                             | Disney XD                                         |
| Мексика Аргентина Венесуела Бразилія Колумбія Еквадор Перу Уругвай | Disney XD                                         |
| Чилі                                                               | Disney XD                                         |
| Чилі                                                               | Canal 13                                          |
| Австралія                                                          | Nickelodeon, ABC 3                                |
| Нова Зеландія                                                      | Nickelodeon                                       |
| Індонезія                                                          | Global TV                                         |
| Нідерланди                                                         | Disney XD                                         |
| Філіппіни                                                          | Nickelodeon                                       |
| Індія                                                              | Disney XD                                         |
| Італія                                                             | Disney XD                                         |
| Ізраїль                                                            | Disney Channel                                    |
| Сербія                                                             | Disney XD                                         |
| Сербія                                                             | Disney Channel                                    |
| Південна Корея                                                     | Nickelodeon                                       |
| Туреччина                                                          | Disney XD Disney Channel                          |
| Південно-африканська республіка                                    | Disney XD                                         |
| Малайзія                                                           | Nickelodeon                                       |
| Японія                                                             | Disney XD                                         |
| Гонконг                                                            | TVB Jade                                          |

## Історія створення
Історія «Kid vs. Kat» почалася з короткометражного мультфільму «Look What My Sister Dragged In» («Подивіться, що притягла моя сестра»), створеного на Studio B у 2006 році. Після того, як мультфільм був показаний на декількох фестивалях і зайняв 15-е місце серед пілотних випусків на MIPCOM Junior, ним зацікавився канадський кабельний канал YTV, який почав випуск першого сезону з 26-ти п'ятнадцятихвилинних серій. У лютому 2008 року права на показ 52-х епізодів серіалу купив канал Jetix Europe.
19 жовтня 2009 року DHX оголосив про продовження серіалу на другий сезон. На той час він транслювався на понад 10-ти каналах Disney XD по всьому світу. Також було оголошено, що серіал був попередньо проданий іншим мовникам, зокрема Vlak у Канаді, ABC в Австралії, Disney XD Латинська Америка, Disney XD Індія, Disney XD Японія, Cartoon Network Південна Корея, Nickelodeon Азія.
Роб Бутилер розповідав, що ідея мультфільму прийшла до нього у 2003 році, як він узяв собі в будинок безволосу кішку і йому дуже подобалося спостерігати за реакцією інших людей на цю кішку. На думку бутилен, безволосі кішки чимось схожі на прибульців. Бутилен здавалося, що його кішка і справді була злом і що вона, можливо, коли-небудь спробує його «зробити».

### Скасування
19 серпня 2011 року Роб Бутильє оголосив, що серіал не продовжено на третій сезон і що йому не вистачало прав на створення подальших епізодів.